# 覺民路
覺民路（英語：Jyuemin Rd.）起端於高雄三民區澄清路與澄清路350巷交界處，末端止於三民區十全路（正興國中西側），與十全路為高雄市三民區的東西向重要道路。
臺灣高雄市三民區覺民路命名即是為紀念林覺民。其他另有堅如路紀念史堅如、黃興路紀念黃興、皓東路紀念陸皓東等。

## 行經行政區域
- 三民區

## 歷史
在民族國小北側的覺民路，原本是一條蜿蜒曲折的溪流，名叫「寶珠溝」。數年前，考慮到新建「科工館」及「正興國中」後，所衍生的交通問題，於是在溝上加蓋，才形成今日寬廣的馬路。
2017年7月31日，十全一路至覺民路打通工程通車。

## 沿線設施
（由東至西）
- 全家便利商店高雄覺禮店
- 7-ELEVEN覺民門市
- 麥當勞高雄陽明店
- 台灣大哥大高雄覺民直營服務中心
- 7-ELEVEN孝豐門市
- 7-ELEVEN光武門市
- 高雄市三民區光武國民小學
- 台灣中油覺民路站
- 高雄市政府警察局少年警察隊
- 高雄市立民族國民中學
- 中華電信大昌服務中心
- 路易莎咖啡高雄大昌覺民門市
- 全國電子覺民門市
- 7-ELEVEN寶盛門市
- 合作金庫銀行九如分行
- 寶安里活動中心
- 全聯福利中心高雄覺民店
- 慈天宮
- 寶安公園
- 國立科學工藝博物館
- 中山網球場
- 高雄市三民區民族國民小學
- 高雄市立正興國民中學

## 公車資訊
- 60 覺民科工幹線
- 76
- 77 昌福幹線
- 217
- 紅28

## 公共自行車
- 高雄市公共自行車租賃系統：
  - 覺民覺民路852巷口：覺民路/覺民路852巷(東北側)
  - 高雄市立正興國民中學：覺民路/平等路口西側
  - 寶安里活動中心：覺民路/建武路(東南側)
  - 高雄市立民族國民中學西北側：覺民路/大昌二路口東南側

## 來源
1. ↑  . （原始内容存档于2016-08-20）.
2. ↑  . （原始内容存档于2019-08-22）.

## 內部連結
- 高雄市主要道路列表